# 少刺短浆蟹
少刺短槳蟹（学名：Thalamita danae）为梭子蟹科短浆蟹属的动物。分布于日本、菲律宾、澳大利亚、新喀里多尼亚、印度尼西亚、印度、红海以及中国大陆的广西、西沙群岛、海南岛等地，生活环境为海水，多生活于低潮线附近的岩礁中以及沙或泥沙质浅海底，以珊瑚礁地区尤为常见。